# Hieracium mundum
Hieracium mundum es una especie de planta con flor del género Hieracium, de la familia Asteraceae, orden Asterales.

## Distribución
Hieracium mundum se distribuye por Escocia.

## Taxonomía
Fue descrita científicamente por P. D. Sell y C. West.